# Ptahemwia (Tutanchamun)

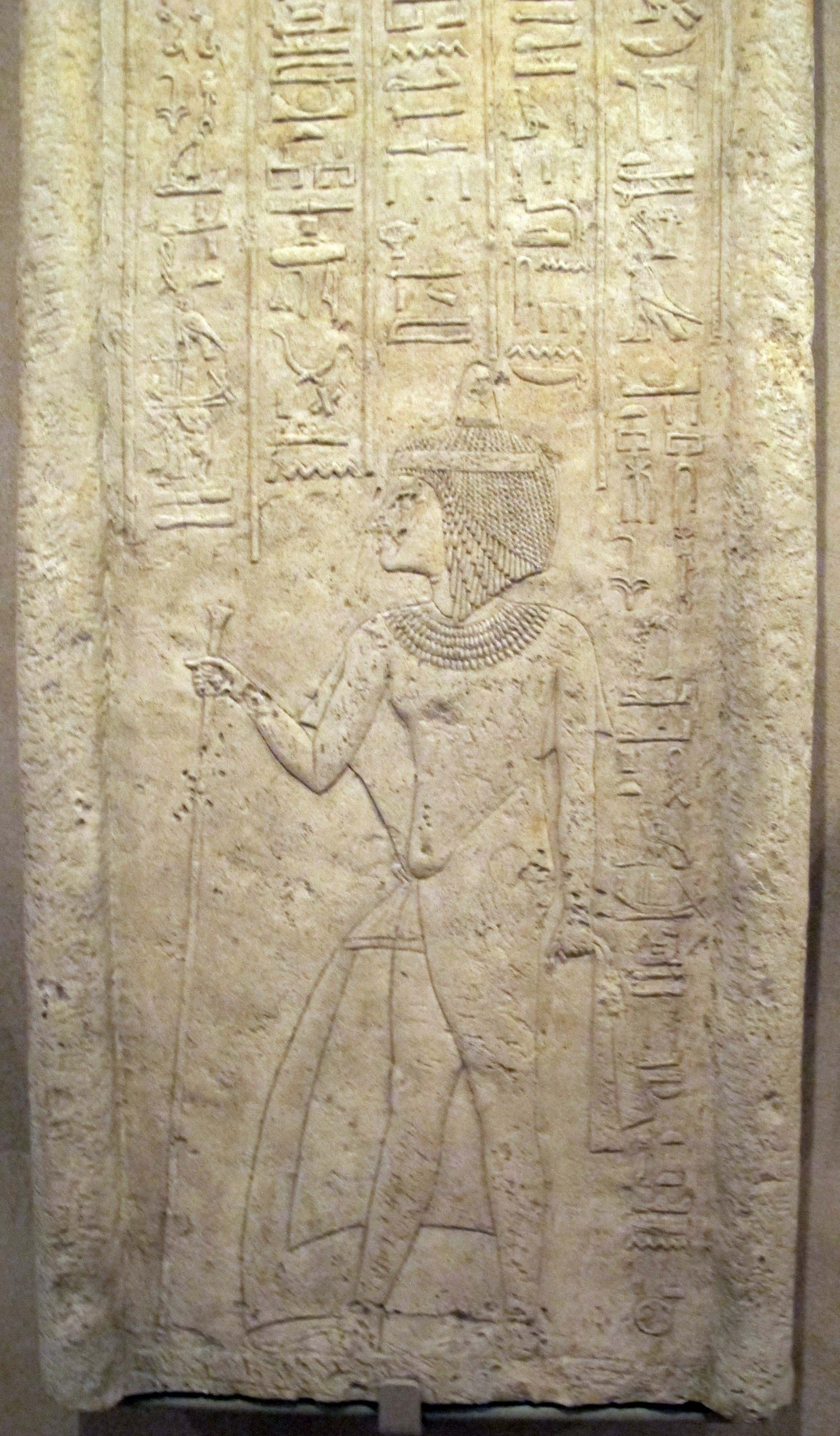
Relief aus dem Grab, heute im Museo Civico Archeologico Bologna

Ptahemwia, auch Amunemwia genannt, war ein hoher, altägyptischer Würdenträger, der wahrscheinlich vor allem unter König Tutanchamun (regierte etwa 1332 bis 1323 v. Chr.) im Amt war. Er ist bisher nur von seiner dekorierten Grabanlage in Sakkara bekannt. Ptahemwia trug den Titel königlicher Truchsess, rein an Händen (wb3-njswt wˁb ˁwj), trug aber auch Rangtitel und war Erbfürst, Fürst, königlicher Siegler und einziger Freund. Seine Eltern sind unbekannt. Seine Gemahlin war eine Frau mit dem Namen  Mia. Sie war Herrin des Hauses und Sängerin des Amun. Als Truchsess war er für das Essen des Königs verantwortlich. Ptahemwia mag seine Karriere am Beginn der Regierungszeit von Echnaton begonnen haben, änderte seinen Namen unter dem Herrscher von Amunemwia zu Ptahemwia und verstarb unter Tutanchamun. Die Reliefs in seinem Grab können stilistisch unter dem letzteren Herrscher eingeordnet werden. Diese Karriere ist aber reine Spekulation.
Sein Grab wurde 2008 in Sakkara gefunden, einzelne, dekorierte Blöcke gelangten jedoch schon im 19. Jahrhundert in diverse Museen. Die Grabkapelle ist aus Ziegeln errichtet und hat einen Hof mit drei Kapellen an der Westseite. Der Hof war mit Säulen dekoriert. Im Hof befindet sich ein Schacht, der in die unterirdischen Grabkammern führte. Die Wände der Grabkapelle sind mit Reliefs dekoriert, die Szenen aus dem Leben des Ptahemwia und Begräbnisfeierlichkeiten zeigen.